# Something in the Water
«Something in the Water» — песня американской кантри-певицы Кэрри Андервуд, вышедшая в качестве 1-го сингла с первого её сборника лучших хитов Greatest Hits: Decade Number 1 (2014). Песню написали сама Андервуд, Chris DeStefano, Brett James, продюсером был Mark Bright
Сингл достиг первого места в кантри-чарте Hot Country Songs (став для Кэрри Андервуд её 14-м чарттоппером) и № 1 в Hot Christian Songs.
8 февраля 2015 года песня была удостоена премии Грэмми на 57-й церемонии в категории Лучшее сольное кантри-исполнение.

## История
«Something in the Water» получила положительные отклики музыкальной критики, включая такие издания как Rolling Stone, Billboard, Music Times, All Access Music, AXS, Taste of Country, Popdust.
Песня дебютировала на № 1 в чарте христианской музыки Billboard Hot Christian Songs, став её первым в нём чарттоппером. Она также дебютировала на № 24 в основном хит-параде Billboard Hot 100.
Песня 7 недель была на первом месте в кантри-чарте Hot Country Songs (третий результат среди певиц) и 20 недель возглавляла чарт христианской музыки Hot Christian Songs (рекорд среди женщин). К 19 февралю 2015 года общий тираж сингла составил 860,000 копий в США.

## Чарты
| Чарт (2014—2015)                     | Высшая позиция |
| ------------------------------------ | -------------- |
| Канада (Billboard Canadian Hot 100)  | 29             |
| Канада (Billboard Country)           | 3              |
| UK Singles (Official Charts Company) | 192            |
| США (Billboard Hot 100)              | 24             |
| США (Billboard Country Airplay)      | 3              |
| US Hot Christian Songs (Billboard)   | 1              |
| США (Billboard Hot Country Songs)    | 1              |

### Итоговые годовые чарты
| Чарт (2014)                        | Позиция |
| ---------------------------------- | ------- |
| US Country Airplay (Billboard)     | 84      |
| US Hot Christian Songs (Billboard) | 2       |
| US Hot Country Songs (Billboard)   | 58      |